# Abraham op den Graeff
Abraham Isaacs op den Graeff, también conocido como Op den Graff, Opdengraef así como Op den Gräff (c. 1649 – c. 1731) fue uno de los llamados Original 13, el primer grupo cerrado de emigrantes alemanes a América del Norte, y un fundador original de Germantown, Pensilvania, así como un líder cívico, miembro de la Asamblea Provincial de Pensilvania, premiado tejedor y, como uno de los primeros abolicionistas, firmante de la primera protesta religiosa organizada contra la esclavitud en la América colonial. Él, o su hermano Derick op den Graeff, son brevemente mencionados en el poema "The Pennsylvania Pilgrim" de John Greenleaf Whittier simplemente como "Op Den Graaf".

## Biografía

### Familia
Abraham op den Graeff nació alrededor de 1649 en Krefeld, Alemania de Isaac Hermans op den Graeff (1616–1679), un menonita de Krefeld que se convirtió al cuáquerismo durante la década de 1670, y Margaret Peters Doerrs (Margaretha 'Grietgen' Doors) (1621–1683). Su abuelo paterno Herman op den Graeff fue un líder de la comunidad menonita de Krefeld y delegado en la Confesión de Fe de Dordrecht. La familia Op den Graeff era originalmente menonita y se cree que provino de la cercana Aldekerk en el Ducado Católico de Jülich alrededor de 1605 para evitar la persecución. En ese momento, Krefeld era un enclave del Condado de Moers y estaba bajo la autoridad del Príncipe de Orange, estadista de la República de los Países Bajos Unidos. En contraste con los líderes de Jülich y el cercano Electorado de Colonia, los estadistas de los Países Bajos eran tolerantes con las religiones no conformistas. Como resultado, Krefeld se había convertido en un punto de refugio para los menonitas perseguidos. Muchos de los menonitas de Krefeld eran tejedores o practicaban otros oficios relacionados con la fabricación de telas, como el teñido.

#### Escudo de armas

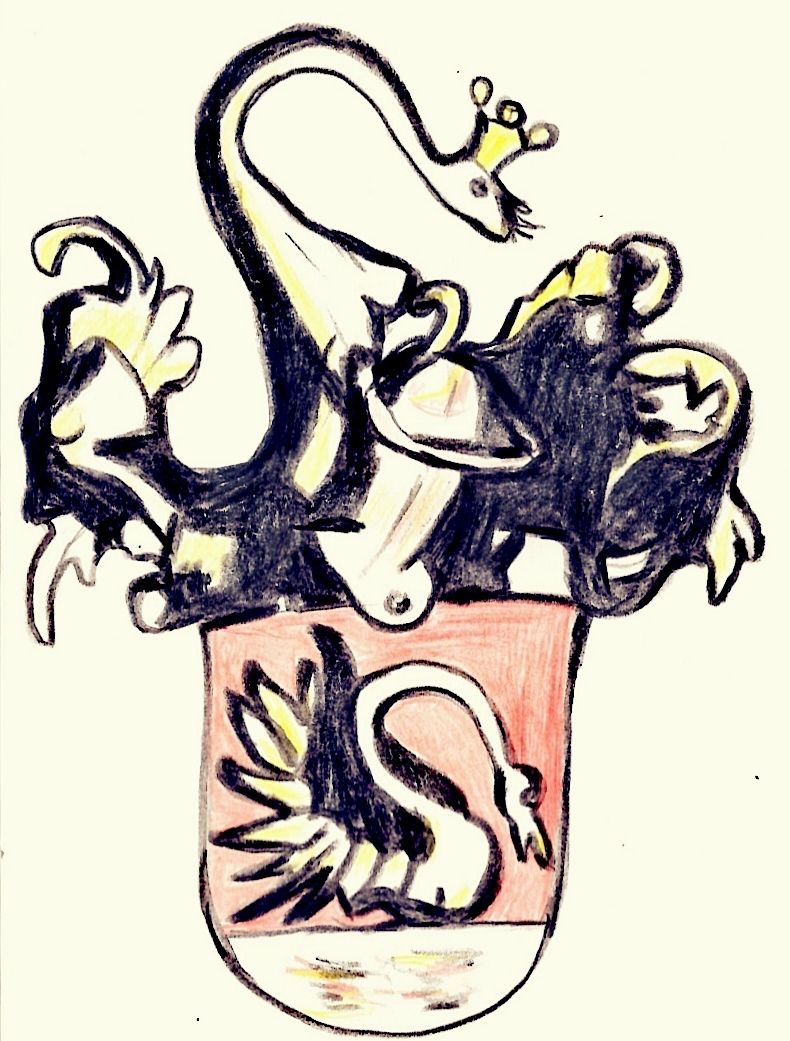
Posible, pero no probado, escudo de armas de Op den Graeff como descendientes de Herman op den Graeff (Representación heráldica por Matthias Laurenz Gräff basada en la vidriera de Op den Graeff de Krefeld de 1630, que puede representar el "cisne de Lohengrin" del escudo de armas de Kleve en una ventana)

Existe una referencia sobre las pinturas en vidrio de Op den Graeff de Krefeld con una descripción del escudo de armas de Herman op den Graeff que se encontró en la herencia de W. Niepoth (carpeta de op den Graeff) en los archivos de la ciudad de Krefeld, quien anotó una carta fechada el 17 de noviembre de 1935 de Richard Wolfferts al Dr. Risler: Vi el panel de vidrio del escudo de armas en el museo antiguo: 'Herman op den Graeff und Grietgen syn housfrau' o algo similar. Escudo de armas - En el signo un cisne plateado en azul. Adorno del casco (creo): Cisne creciente.

### Primeros años

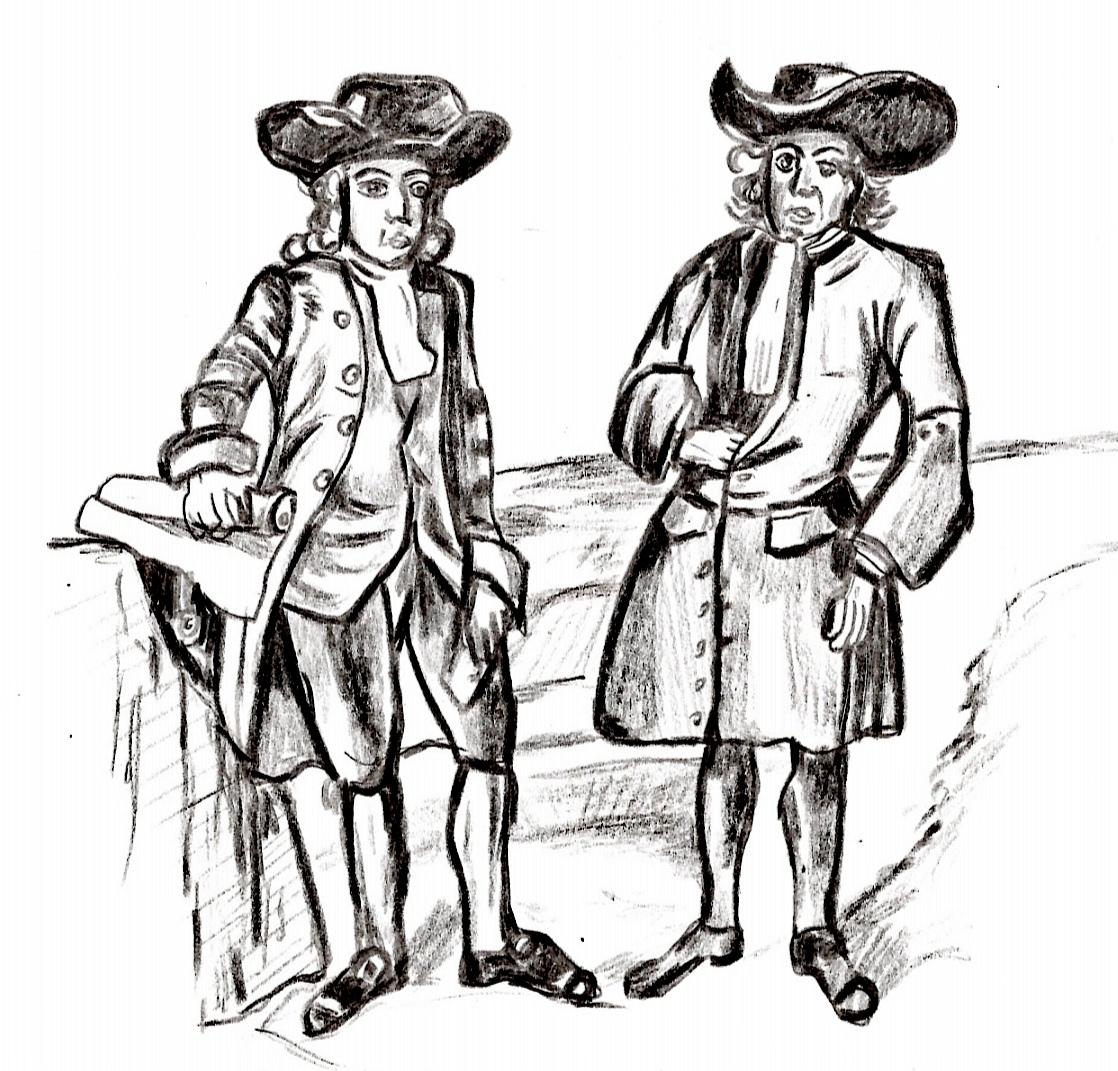
William Penn con su primo Abraham Isaacs op den Graeff (dibujo de Matthias Laurenz Gräff, 2023)

Abraham op den Graeff continuó el trabajo de su padre y abuelo como comerciante y tejedor de lino. El trabajo misionero cuáquero en el valle del Bajo y Medio Rin durante la década de 1660 resultó en la conversión de varios menonitas en y alrededor de Krefeld. Entre estos conversos estaban Abraham op den Graeff y su familia. Los cuáqueros no fueron tan fácilmente tolerados por la gente de Krefeld. En 1679, cinco de ellos, incluido el hermano de Abraham, Herman, fueron exiliados a la fuerza de Krefeld. Finalmente se les permitió regresar gracias a la presión de los cuáqueros ingleses, pero para entonces la Colonia de William Penn se estaba estableciendo (1681-1682). De hecho, Penn era primo de los hermanos Op den Graeff. La oportunidad de seguir sus creencias cuáqueras sin temor a la persecución fue sin duda un factor importante en su decisión de emigrar de Krefeld. En 1679 se casó con Trijntje Jansen. La pareja tuvo seis hijos:
- Isaac Updegraff (1678-1745), antepasado de la influyente línea familiar Updegraff de su bisnieto Nathan Updegraff que se estableció en Mount Pleasant, Ohio en 1802
- Gertien op den Graeff (1680/82-1770)
- Anneken (Anne) op den Graeff (* 1683/85)
- Jacob op den Graeff (1687-1750)
- Margrit op den Graeff (1691-1755)
- Elizabeth op den Graeff (* 1695)

En octubre de 1683, Abraham y sus hermanos Herman y Derick fueron uno de los llamados Original 13, el primer grupo cerrado de emigrantes alemanes a América del Norte, llegando a Filadelfia, Provincia de Pensilvania en el barco Concord.  Los tres Op den Graeff tenían otro hermano, Adolphus Op Den Graeff (* 1648), que no se unió a la emigración pero se estableció cerca de Koblenz antes de 1680. Su nieto John William (Johan Wilhelm) op den Graeff (1732 - entre 1800 y 1804) también emigró a Pensilvania en 1753. Sus descendientes unieron su nombre en Updegrove.

### Asentamiento en Germantown

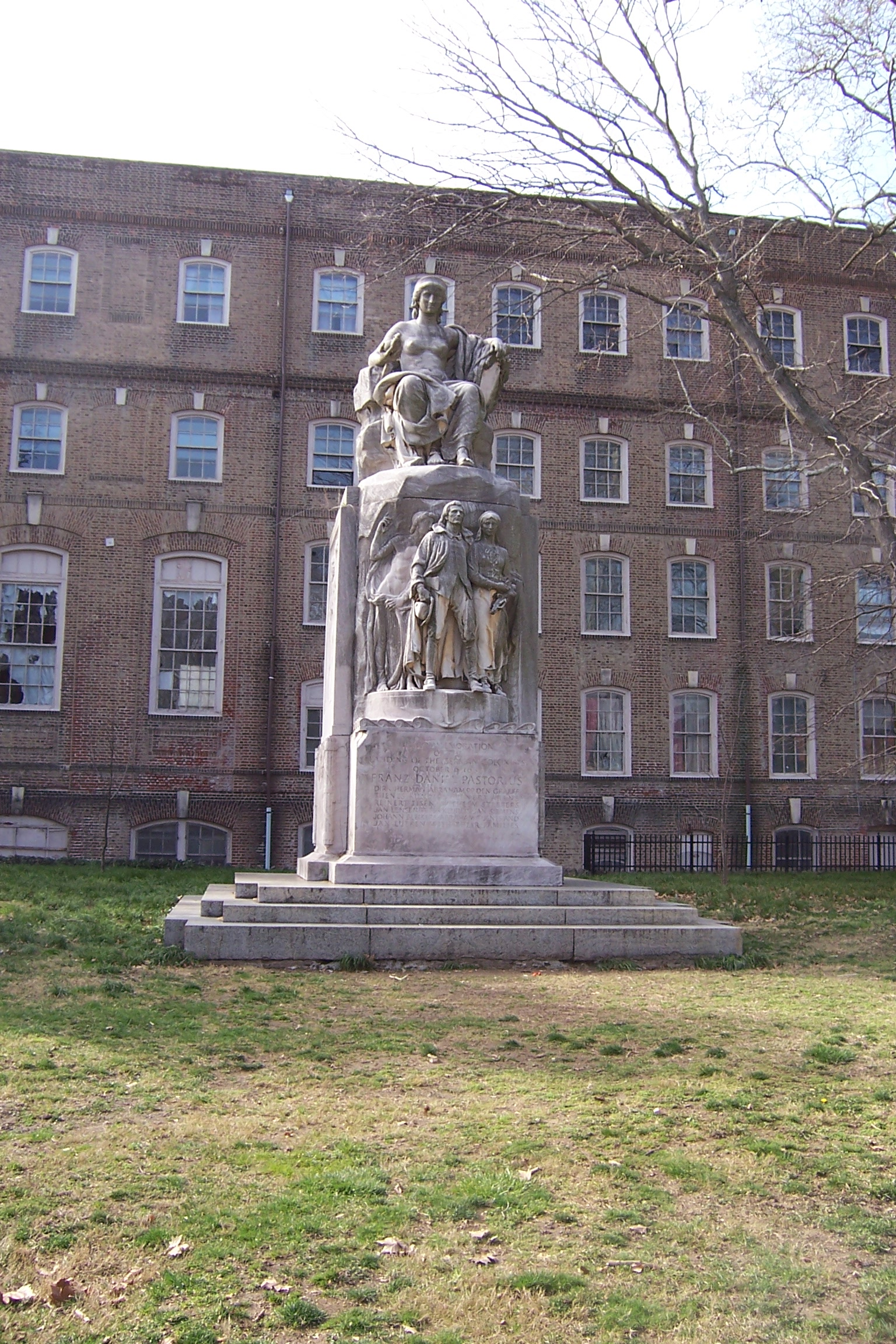
Monumento en Vernon Park, Filadelfia, en memoria de Francis Daniel Pastorius y los primeros colonos.

Abraham op den Graeff y su familia fueron una de las trece familias originales que fundaron Germantown. Él y sus hermanos pagaron por 2,000 acres de tierra en Pensilvania a Jacob Telner (quien tenía una concesión de tierras original de William Penn fechada el 9 de marzo de 1682) mientras aún estaban en Europa: 828 acres de esta tierra estaban ubicados en lo que ahora es Germantown, a seis millas de Filadelfia, Pensilvania. Abraham poseía el cuarto lote en el lado oeste del camino al viajar hacia el norte a través de Germantown. Allí ayudó a establecer la industria del lino y permaneció prominente en la vida cívica y religiosa de Germantown. Ganó el primer premio del Gobernador de 1,500 liras de William Penn en 1686 por la mejor pieza de lino tejida en la Provincia.

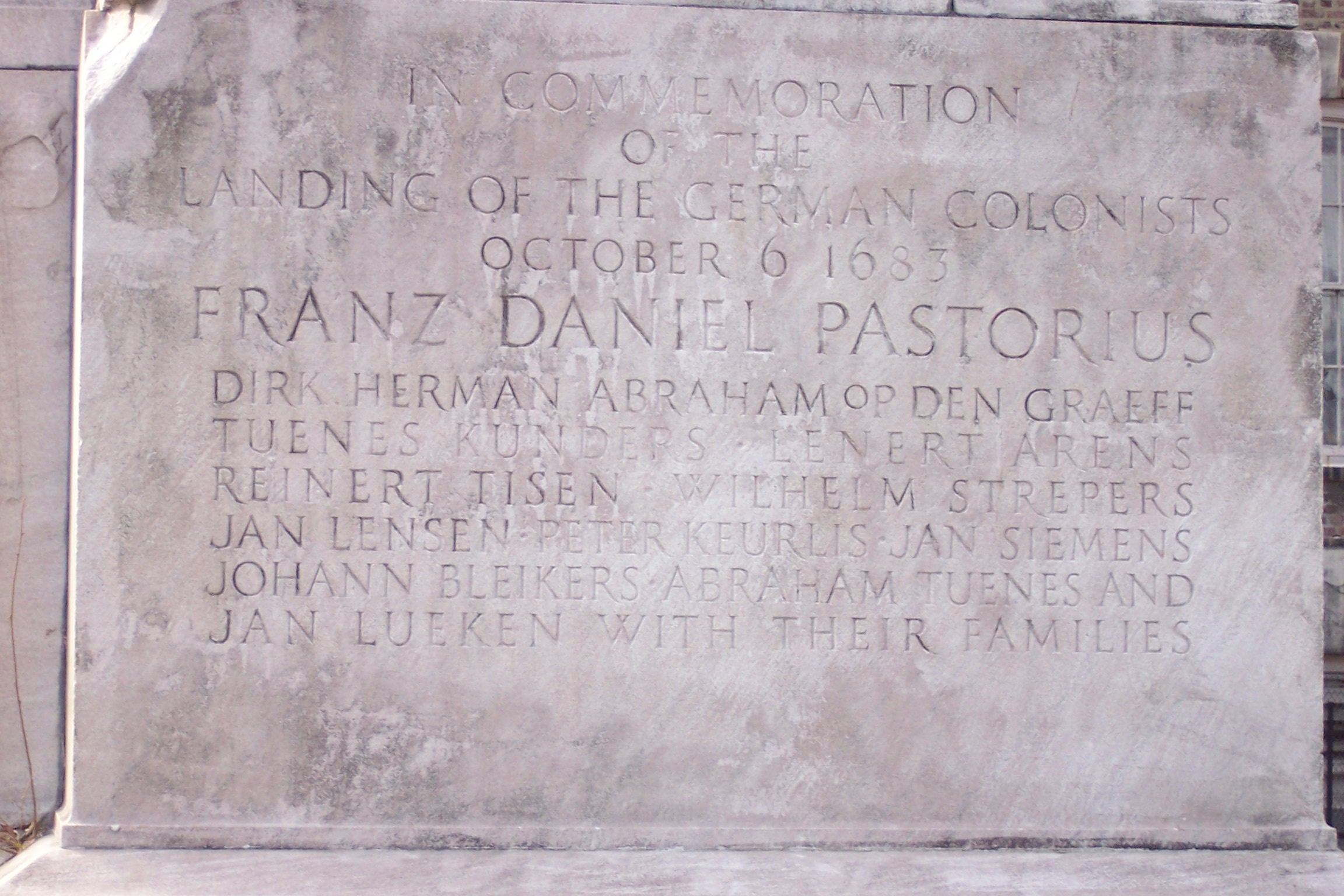
Placa de inscripción con los nombres de los hermanos Op den Graeff
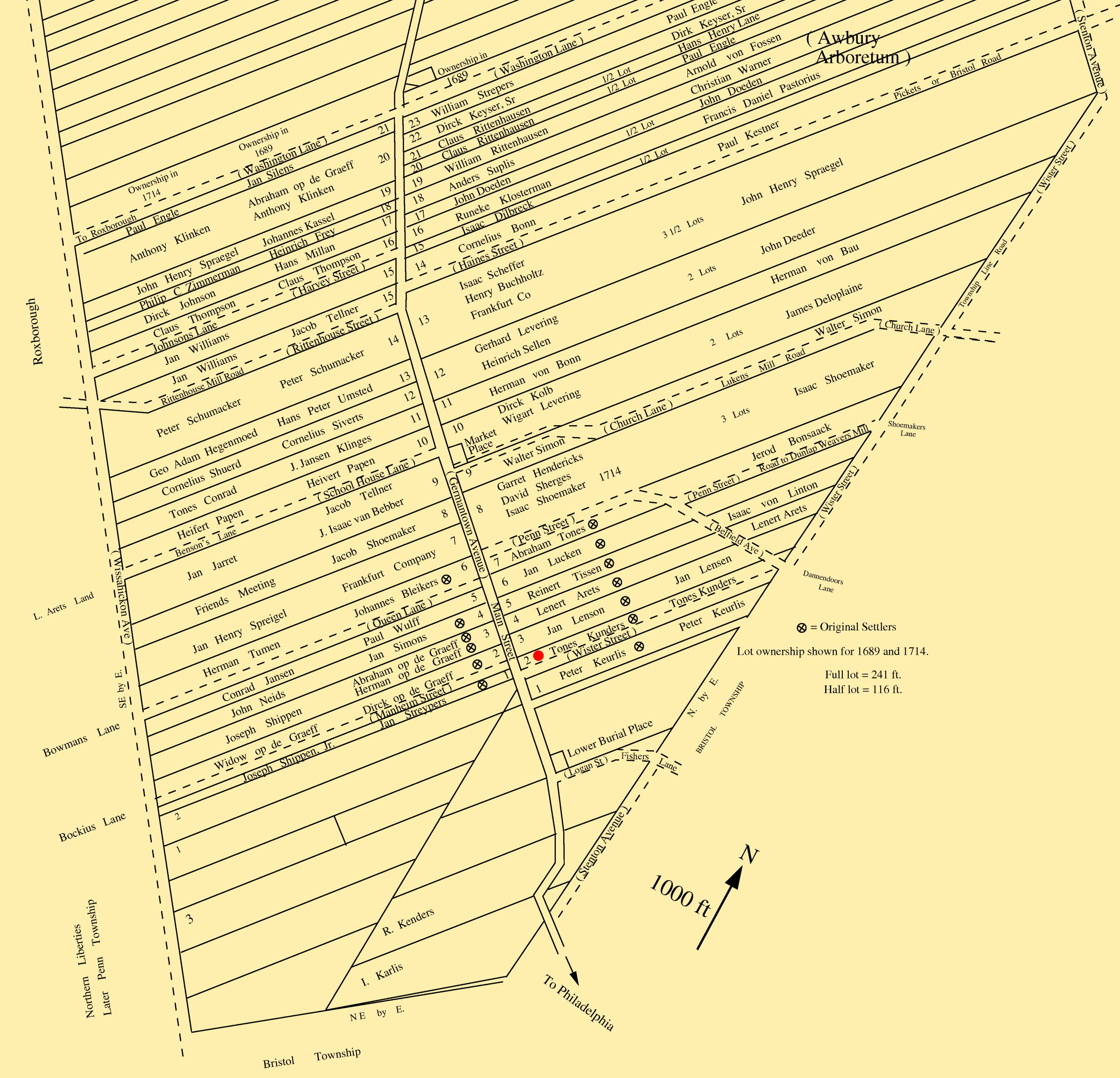
Plano de lotes en Germantown, Pensilvania, en 1689, mostrando los propietarios de lotes en 1689 y 1714. Abraham op den Graeff poseía los lotes 3 y 20

#### Actividad política y social

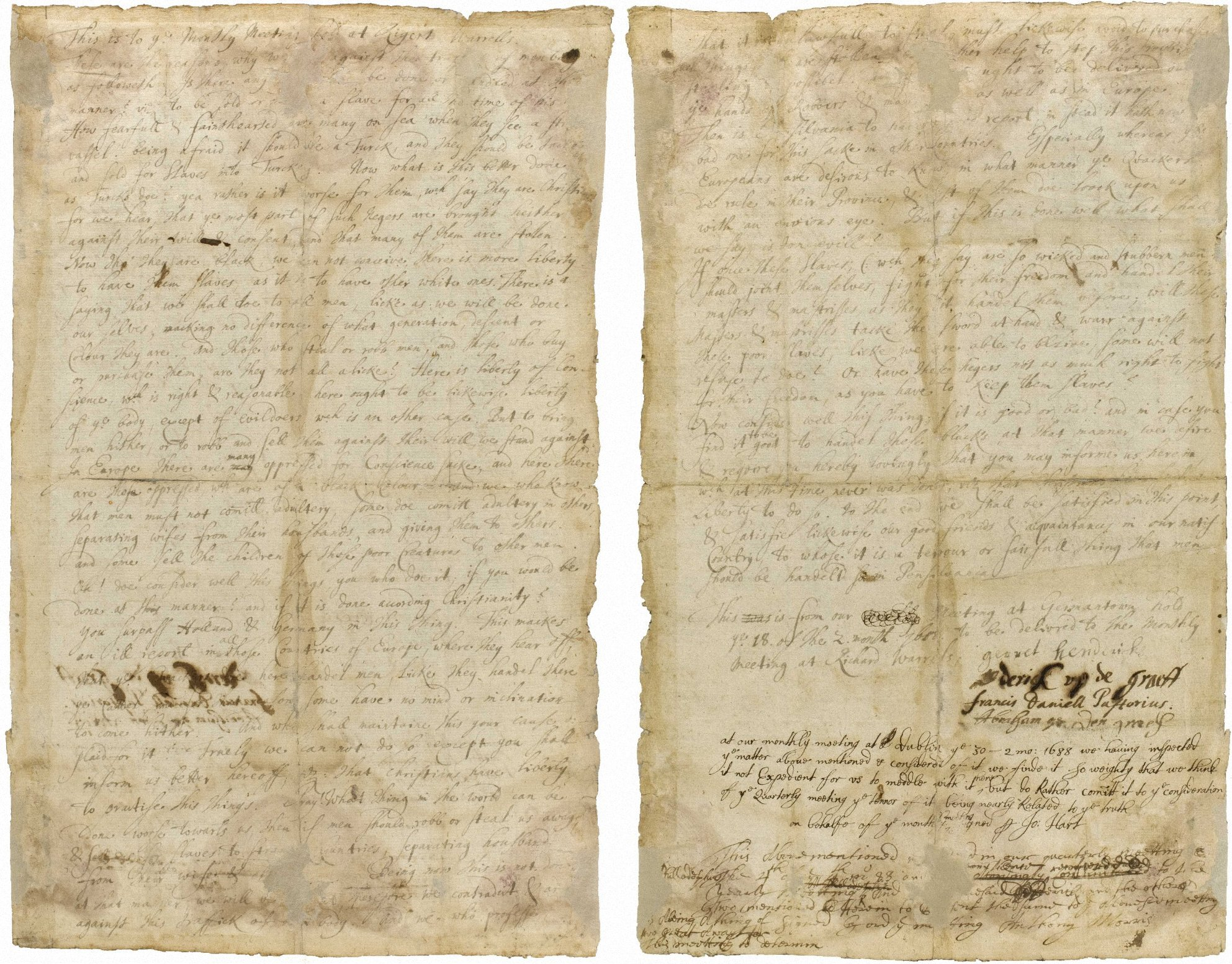
La petición de 1688 fue el primer documento público estadounidense en protestar contra la esclavitud. También fue una de las primeras declaraciones públicas escritas de derechos humanos universales.

De entre los colonos de Krefeld, probablemente fueron los cuáqueros quienes proporcionaron el impulso para el rechazo de la esclavitud. Las 13 familias de Krefeld habían escuchado sobre el comercio de esclavos en las colonias americanas por primera vez en Róterdam en su viaje a Pensilvania. No podían imaginar que podrían poseer esclavos en la tierra del amor fraternal. Sin embargo, la realidad era diferente: los puritanos y los cuáqueros, que de otro modo defendían los derechos humanos universales, no tenían problemas con la trata de personas y no creían que estuviera mal. En 1688, cinco años después de su llegada, Abraham junto con su hermano Derick, Francis Daniel Pastorius y Gerrit Hendricksz firmaron la primera petición religiosa organizada contra la esclavitud en las colonias, la . Firmó con Abraham op Den graef. La protesta fue firmada en la casa de Thones Kunders, uno de los primeros burgomaestres de Germantown. Es razonablemente cierto que Derick la presentó en la reunión trimestral a Richard Worrall y él es el único nombre mencionado en relación con la presentación en la reunión anual.

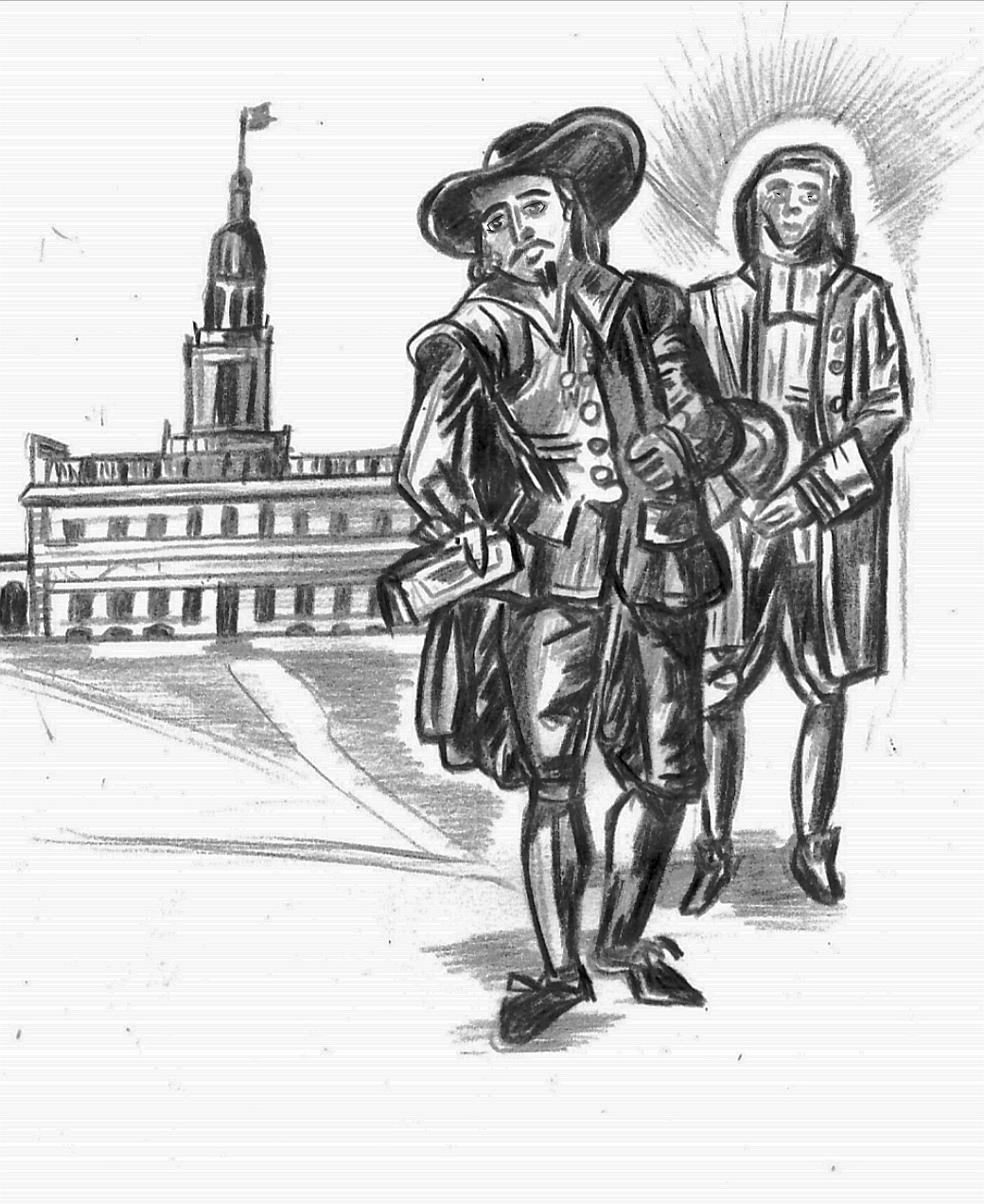
Abraham op den Graeff (izquierda) y Francis Daniel Pastorius, elegidos para la Asamblea Provincial de Pensilvania.

En 1689, Abraham op den Graeff fue uno de los once hombres a quienes William Penn otorgó una carta para el asentamiento de Germantown. En esa carta, fue uno de los seis hombres designados para servir como los primeros miembros del comité. Ese mismo año fue elegido para la Asamblea Provincial de Pensilvania, representando el asentamiento nuevamente en 1690 y 1692. Compartió su función con Pastorius, quien ocupó el mismo cargo en 1687, teniendo el honor de ser los únicos colonos de Germantown que se convirtieron en legisladores. También serviría como burgomaestre de Germantown en 1692. En 1691, Thomas Lloyd, Diputado General de Pensilvania, otorgó la naturalización a sesenta y dos de los primeros colonos de Germantown como ciudadanos de Pensilvania (y por lo tanto de Inglaterra) con el estatus de freeman, incluyendo a los tres hermanos Op den Graeff y también a otros miembros importantes del asentamiento, Pastorius y William Rittenhouse.

##### Controversia Keith
Alrededor de 1691, el cuáquero George Keith concluyó que los cuáqueros se habían desviado demasiado del cristianismo ortodoxo. Esto llevó a agudas diferencias de opinión con sus compañeros creyentes. También los cuáqueros de Krefeld ya estaban involucrados en la controversia. Sus defensores fueron los hermanos Abraham y Herman op den Graeff. Su oponente fue su hermano Derick op den Graeff, quien apoyó a los cuáqueros conservadores y también fue co-firmante del juicio contra Keith, que lo excluyó de la comunidad cuáquera. Fue multado con cinco libras por un tribunal secular. Pronto William Bradford imprimió en respuesta al testimonio contra Keith: "An appeal from the twenty-eight judges to the spirit of truth and true judgment in all the faithful friends, so-called Quakers, meeting at this annual meeting at Burlington, 7 months, 1692", firmado por Keith, George Hutcheson, Thomas Budd, John Hart, Richard Dungwoody y Abraham op den Graeff. Ninguna otra familia alemana estuvo tan profundamente involucrada en el conflicto como los Op den Graeff.

#### Últimos años
Después de eso, Abraham op den Graeff fue el único en su familia que regresó a la fe menonita. Los años siguientes estuvieron marcados por dificultades con el gobierno civil. Es probable que no haya renovado su asociación con los cuáqueros después del asunto Keith. Eso también ocurrió con sus hijos Isaac y Jacob, a quienes había enviado a la escuela con Pastorius en su juventud, lo que no renovó posteriormente. En 1704, él y su esposa vendieron su casa de ladrillos y 828 acres de tierra en Germantown y se mudaron al área vecina de Perkiomen, donde dispuso los 1200 acres restantes en el arroyo Perkiomen y murió allí. Tampoco está enterrado en Germantown, sino que sus restos yacen con los de los In de Hoffens (De Haven) en el cementerio menonita en Skippack cerca de Evansburg.

## Perspectiva
No se puede decir con certeza si de los tres hermanos solo Abraham op den Graeff tuvo descendientes. En el libro History of the Op Den Graef/Updegraff Family de June Shaull Lutz se informa que Herman op den Graeff también tuvo hijos. Otras fuentes, como el Prof. William I. Hull en su obra William Penn and the Dutch Quaker Migration to Pennsylvania, no mencionan ningún hijo. Sin embargo, se informa principalmente que Abraham op den Graeff es el antepasado de todos los Op den Graeff que emigraron a América en 1683. Isaac Updegraff (1680 en Krefeld-1745 en el condado de Chester, Provincia de Pensilvania), el mayor de sus dos hijos, continuó la tradición familiar de personas profundamente involucradas en asuntos religiosos. Esta rama Updegraff del bisnieto de Abraham Nathan Updegraff se estableció más tarde en Ohio y estuvo entre las familias líderes del movimiento cuáquero, y produjo una larga línea de clérigos y ancianos en el estado.
Los descendientes de Abraham op den Graeff usaron una variedad de ortografías del apellido, incluyendo Opdegraf(f), Updegraf(f), Uptegraft, Uptagrafft, Updegrave, Updegrove, Updegraph, Uptegrove y Upthegrove. El gobernador de Pensilvania Samuel Whitaker Pennypacker fue el tataranieto de cuarta generación de Abraham.

## The Pennsylvania Pilgrim
Abraham o su hermano Derick son mencionados brevemente en el poema abolicionista de John Greenleaf Whittier "The Pennsylvania Pilgrim", publicado en 1872.
| "Hablando de viejas escenas hogareñas, op den Graaff. Bromeó con su bastón calzado sobre los bajos retrasos, hasta que las brasas rojas estallaron en una risa y una danza de llamas, como si quisieran aplaudir. El rostro áspero, mitad tierno, mitad äußere, tocado con el patetismo de una lágrima nostálgica!"—— John Greenleaf Whittier. |